# Centi-
Centi (símbol c) és un prefix del Sistema Internacional d'Unitats que indica un factor de 10-2, 1/100, o 0,01.
Adoptat el 1795, prové del llatí centum; que significa centena.
Per exemple:
1 centímetre = 1 cm = 10-2 metres = 0,01 metres
1 centigram = 1 cg = 10-2 grams = 0,01 grams
1 centilitre = 1 cl = 10-2 litres = 0,01 litres